# Dryocampa rubicunda
Dryocampa rubicunda – gatunek małej północnoamerykańskiej ćmy z rodziny pawicowatych. Po raz pierwszy opisał ją Johan Christian Fabricius w 1793 roku. Gatunek znany jest z wełnistego ciała i różowo-żółtego zabarwienia, które może mieć odcienie od kremowego lub białego do jasnoróżowego lub żółtego. Samce mają bardziej krzaczaste czułki niż samice, pozwalające im lepiej wyczuwać żeńskie feromony do rozmnażania. 
Jak sugeruje powszechna nazwa gatunku w języku angielskim (rosy maple moth - różowa ćma klonowa), preferowanymi drzewami żywicielskimi są klony. Dorosłe samice składają żółte jaja w grupach od 10 do 40 na spodniej stronie liści klonu. Pojawiające się gąsienice o zielonych paskach żywią się głównie liśćmi klonów, szczególnie klonem czerwonym, klonem srebrzystym i klonem cukrowym. Ponieważ jedzą one całe blaszki liścia, w dużych zagęszczeniach znane są z ogałacania listowia drzew. Jednakże, jak wszystkie inne ćmy pawicowate, dorosłe ćmy nie pobierają pokarmu.

## Etymologia
Nazwa rodzajowa: gr. δρυς drus, δρυος druos „drzewo, zwłaszcza dąb”; καμπη kampē „gąsienica”. Epitet gatunkowy: łac. rubicundus „rumiany, czerwony”, od rubere „być czerwonym”, od ruber „czerwony”.

## Morfologia

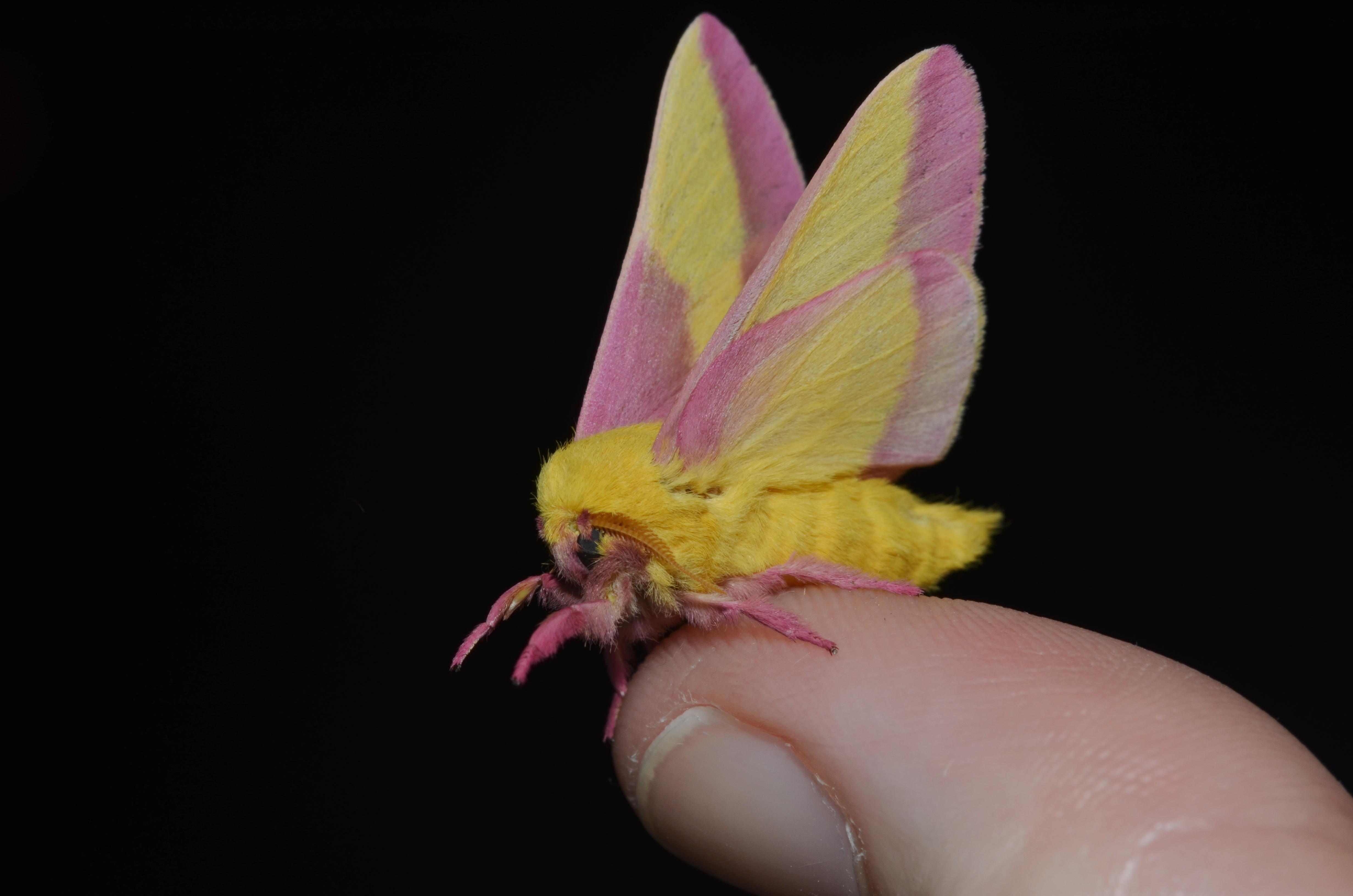
Dryocampa rubicunda to najmniejsza z ciem jedwabników

D. rubicunda jest najmniejszą z ciem jedwabników; samce mają rozpiętość skrzydeł od 3,2 do 4,4 centymetrów; samice od 3,8 do 5 centymetrów. Gatunek można rozpoznać po unikalnym, ale zmiennym, różowym i żółtym zabarwieniu. Mają czerwonawo-różowe nogi i czułki, żółte ciała i tylne skrzydła oraz różowe przednie skrzydła z trójkątną żółtą opaską na środku. 

## Zasięg występowania
Dryocampa rubicunda żyje we wschodnich Stanach Zjednoczonych i przyległych regionach Kanady. Ich północna część obejmuje południowe regiony Kanady, w tym Ontario, Quebec, Nowy Brunszwik, Nową Szkocję i Wyspę Księcia Edwarda. Ich zasięg rozciąga się na południe wzdłuż atlantyckiego wybrzeża Ameryki Północnej do hrabstwa Dade na Florydzie i rozciąga się na zachód od wschodniego Teksasu przez Minnesotę. 

## Siedlisko

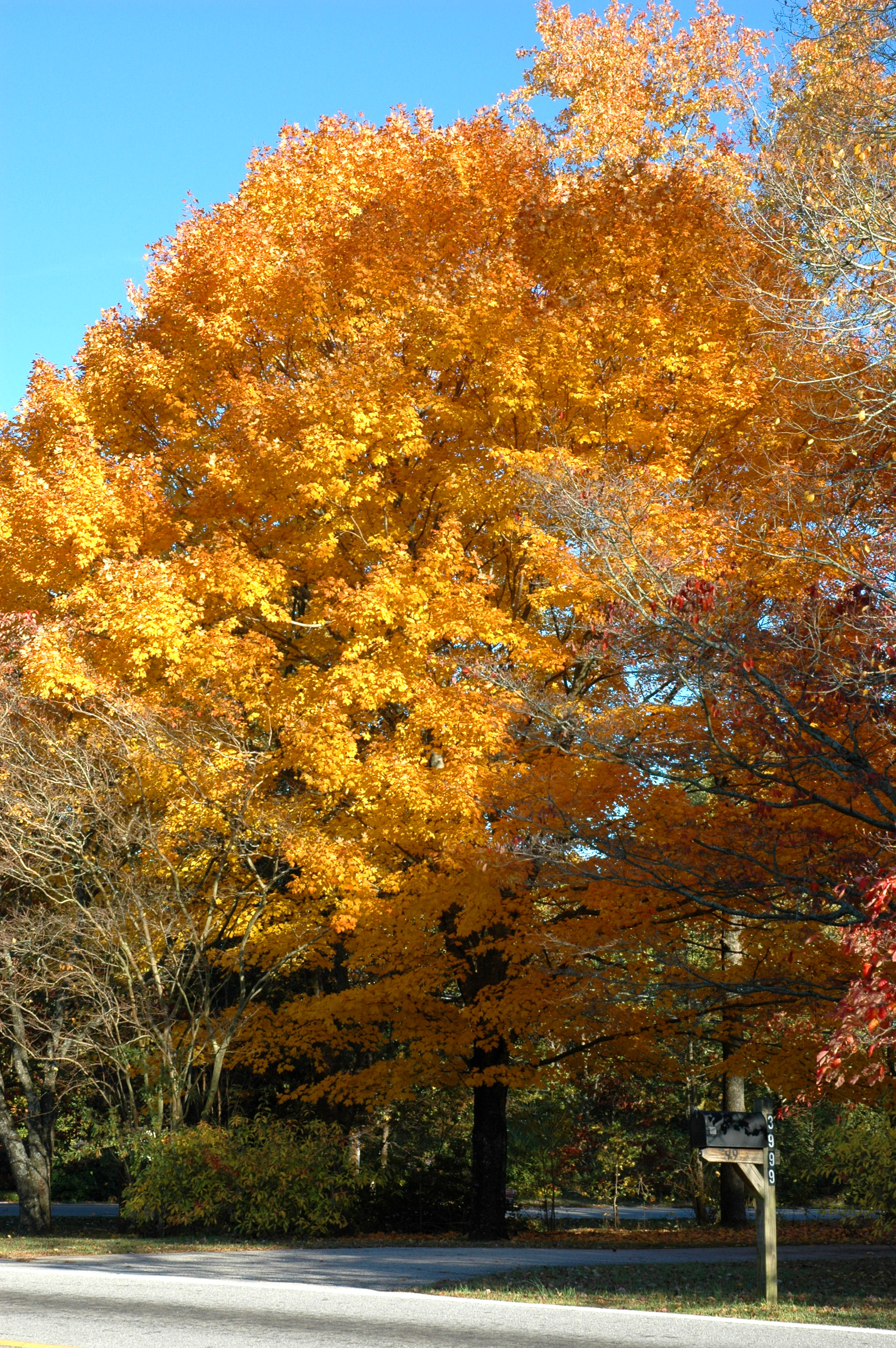
Klon cukrowy

Różową ćmę klonową można znaleźć w umiarkowanych lasach liściastych i pobliskich obszarach podmiejskich i miejskich krajobrazach. Ich zwyczajowa nazwa w języku angielskim wywodzi się z faktu, że można je znaleźć przede wszystkim na klonach, takich jak klony czerwone (Acer rubrum), klony cukrowe (Acer saccharum), klony srebrzyste (Acer saccharinum) i jesionolistne (Acer negundo). Można je również spotkać na dębach, w szczególności Quercus laevis, zwłaszcza gdy są one rozproszone wśród klonów. 

## Terytorialność
Larwy wykluwają się i żyją na tym samym drzewie w trakcie rozwoju, a następnie przepoczwarzają się w glebie pod nim. Larwy jedzą przede wszystkim spód liści, dlatego też preferują przebywać w tym miejscu swojego drzewa. Dorosłe osobniki nie jedzą, więc mogą mieć spory zasięg. 

## Zachowanie

### Rośliny pokarmowe
Dryocampa rubicunda składają jaja na klonach, a czasem na pobliskich dębach. Ponieważ larwy pozostają na tym samym drzewie, na którym się wykluły, większość larw żeruje na spodniej stronie liści klonu lub liści dębu. We wczesnych stadiach larwalnych larwy żerują w grupach, ale w trzecim lub czwartym stadium gąsienice zaczynają żeować indywidualnie. Larwy zjadają całą blaszkę liścia, a każdy osobnik jest w stanie zjeść po kilka liści. Tak więc duże populacje larw są w stanie ogołocić listowie drzew. Na szczęście to uszkodzenie jest praktycznie nieszkodliwe dla drzewa, a liście odrastają. Dorosłe osobniki nie pobierają pokarmu.

### Składanie jaj
Samice Dryocampa rubicunda składają jaja jeden dzień po zapłodnieniu. W ciągu tych 24 godzin jaja są chronione wewnątrz ciała samicy. Poza tym te ćmy wykazują niewielką opiekę rodzicielską, ponieważ samica odlatuje po złożeniu jaj. Samice zwykle składają około 150 do 200 jaj w grupach po 10 do 40 na spodniej stronie liści klonów, a czasami dębów. Samice zazwyczaj rozmnażają się tylko raz, ale w południowych regionach mogą złożyć jaja do trzech razy. Składanie jaj zazwyczaj odbywa się w cieplejszych miesiącach, z maksimum w lipcu, chociaż dokładny czas zależy od regionu. W regionach północnych jeden miot jest układany od maja do sierpnia. Dalej na południe dwa lęgi są układane między kwietniem a wrześniem. Na Florydzie od marca do października są składane trzy lęgi. 

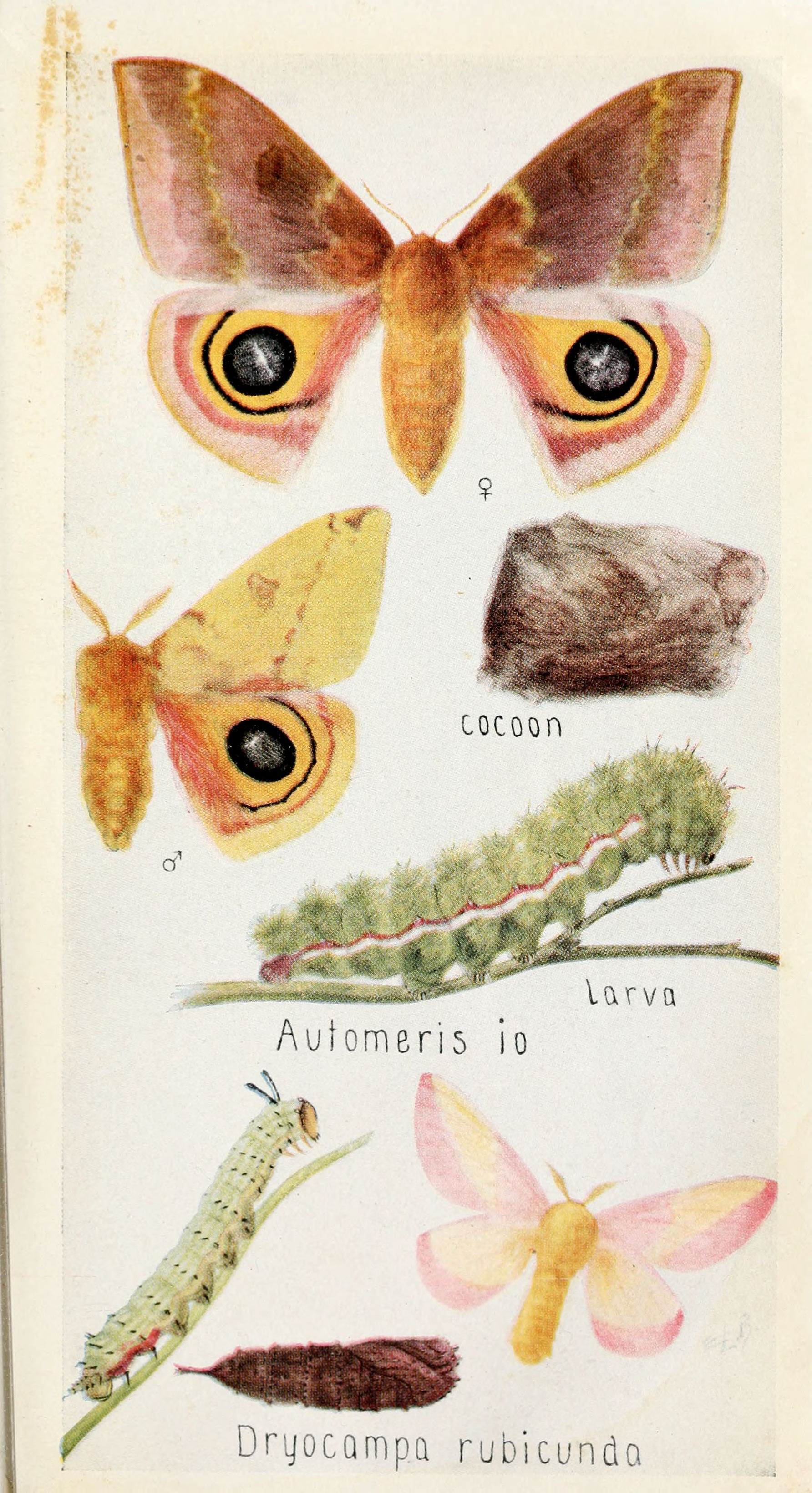
Cykl życiowy gatunku

## Cykl życiowy
Poszczególne ćmy zazwyczaj żyją przez około dwa do dziewięciu miesięcy. Między wylęgiem a dorosłością gatunek przechodzi pięć faz. W przypadku ciem o dłuższym okresie życia większość tego czasu spędzają one jako poczwarki w miesiącach zimowych. 

### Jaja
Jaja składane są 24 godziny po zapłodnieniu. Jaja są jajowate i mają około 1,4 mm średnicy, z cienką gładką żółtą skorupą. Jaja wylęgają się po około dziesięciu dniach do dwóch tygodni. Po wylęgnięciu pozostaje przezroczysta skorupka jaja. 

### Gąsienica

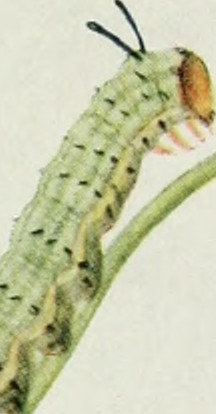
Larwa

Larwy przechodzą pięć etapów przed dorosłością, podczas których zmienia się ich zabarwienie i zachowanie żywieniowe. We wczesnych stadiach poczwarka ma stosunkowo duże czarną głowę i bladożółto-zielone ciała o jasnych zielonych pasach. Mają dwa duże ciemnozielone (do czerni) guzki na drugim odcinku klatki piersiowej i trzy rzędy mniejszych kolców lub szczecinek – po każdej stronie ich ciała. Larwy przechodzą pierwsze wylinki około 6-11 dni po wykluciu się, drugie wylinki około 12 dni po wykluciu, a trzecie około 19 dni po wykluciu. W następnych stadiach czarna głowa staje się mniejsza w stosunku do średnicy ciała, a podłużne pasy ciemnieją i stają się czerwonawe. W późniejszych stadiach głowa staje się żółta, a w końcowym stadium staje się jasnoczerwona. Ciało ma wtedy żółtozielone podłużne paski, które mają barwę od białej do zielonej do czarnej. Dwóm wystającym rogom na drugim odcinku piersiowym towarzyszą dwa rzędy krótkich kolców znajdujących się po obu stronach ciała. W stanie dojrzałym gąsienice osiągają długość około 5 centymetrów. Do czwartego stadium larwy żyją i żyją razem, ale w ostatnich dwóch fazach są samotne.

### Poczwarka
Po około miesiącu pełnowymiarowe gąsienice czołgają się w dół drzewa żywiciela i przepoczwarzają się w płytkich podziemnych komorach. Poczwarki są bardzo ciemne, wydłużone i mają małe kolce. Poczwarka kończy się w małym rozwidlonym punkcie. Etap lęgowy trwa co najmniej dwa tygodnie i trwa do końca zimy. Jeśli ćmy przepoczwarzają się przez zimę, większość ich życia to właśnie etap poczwarki.  Kiedy wychodzi imago (dorosły), ma ono małe skrzydełka, z których musi pozbyć się płynu, aby je rozwinąć i pozwolić sobie na lot.

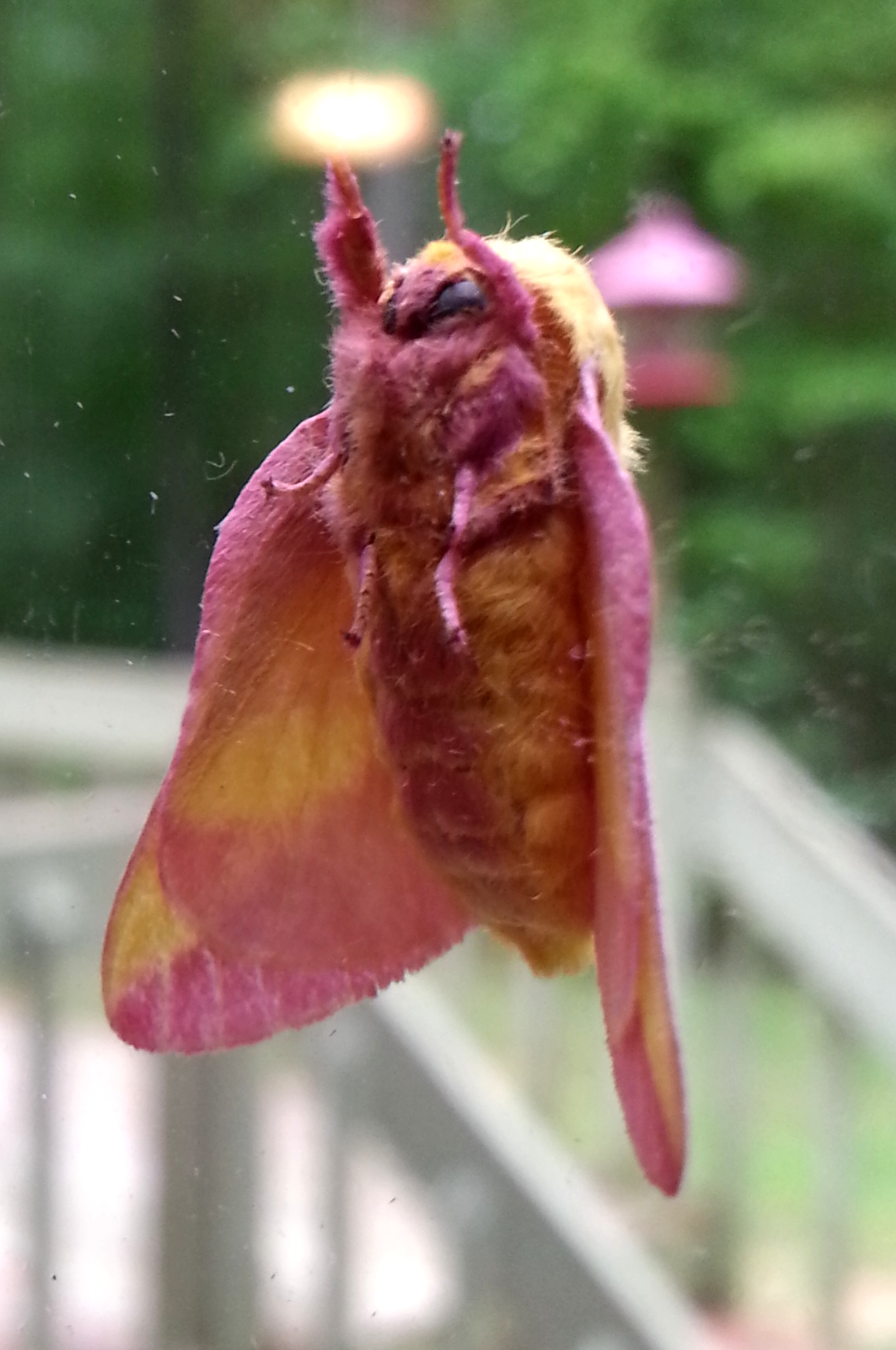
Dryocampa rubicunda

### Imago
Dorosłe osobniki Dryocampa rubicunda wyróżniają się jasnymi kolorami: różowym i żółtym, chociaż zabarwienie może się znacznie różnić. Obie płcie mają rozpiętość skrzydeł 32–55 mm. Ich ciała są wełniste, zazwyczaj żółte na górze i różowe na spodzie, ale mogą sięgać kremowej lub białej. Nogi i czułki są również różowe. Skrzydła przednie mogą mieć kolor od żółtego do białego z różną ilością różu wzdłuż krawędzi. Podgatunek alba, znaleziony w Missouri, jest całkowicie biały lub biały z lekko różowymi znakami. Dorosłe ćmy są przeważnie samotne, poza okresem krycia.

## Drapieżniki
Drapieżniki polujące na Dryocampa rubicunda to głównie ptaki, w tym modrosójka błękitna, sikora jasnoskrzydła i sikora dwubarwna. Jasne ubarwienie skrzydeł może służyć jako mechanizm obronny, oszukiwać drapieżników, traktujących ćmy jako trujące i niesmaczne.

## Gody
Dryocampa rubicunda wykazują dymorfizm płciowy – samce i samice mają odmienny wygląd. W przypadku tego gatunku samce mają węższe i mniej zaokrąglone skrzydła. Dodatkowo, podczas gdy samice mają proste czułki, samce mają "grzebienie" po obu stronach czułek, aby lepiej wyczuć feromony samic podczas okresu godowego. Ćmy dojrzewają płciowo w wieku od 2 do 9 miesięcy. Krycie następuje w nocy, gdy samice uwalniają feromony, aby przyciągnąć samców. Zapłodnienie występuje wewnętrznie, a samice składają jaja 24 godziny po kryciu. Ćmy są poligynandryczne: samice odnajdują nowego samca do lęgu za każdym razem w sezonie lęgowym, gdy w cieplejszych regionach rozmnaża się wiele młodych osobników w sezonie.

## Termoregulacja
Dorosłe ćmy stają się aktywne w cieplejszych miesiącach roku. W badaniu porównującym D. rubicunda z Actias luna stwierdzono, że częstość występowania gatunku zmienia się wraz ze zmianami temperatury, z najwyższymi wartościami w najwyższej temperaturze, być może ze względu na tropikalne pochodzenie podrodziny Ceratocampinae. Ich niewielki rozmiar, uniemożliwiający skuteczniejszą kontrolę temperatury ciała, może również przyczynić się do ich preferencji dla ciepłej pogody. Dorosłe ćmy prowadzą na ogół nocny tryb życia, wolą też latać przez pierwszą jedną trzecią nocy. 